# Michael Dell
Michael Saul Dell (* 23. února 1965, Houston, Texas) je zakladatel a hlavní představitel americké počítačové společnosti Dell. Patří mezi 20 nejbohatších lidí světa a vlastní majetek v hodnotě asi 14 miliard USD.

## Biografie
Jeho otec byl stomatolog a matka makléřka na burze. Docházel na základní školu v Houstonu, již jako malý projevoval zájem o technologie a obchod. Jeho rodiče chtěli, aby se stal lékařem.

## Kariéra
Pro jeho nadání získal rychle přehled o obchodu. Své první peníze investoval, když ve 12 letech obchodoval se známkami. Nechtěl platit za to, aby někdo prodával jeho známky, a tak s kamarádem vytvořili katalog a prodávali známky sami.
Ve svých sedmi letech si koupil svou první kalkulačku, první telegraf viděl na střední škole a v 15 letech dostal svůj první počítač Apple II, který rozebral, aby zjistil jak funguje. Po střední škole nastoupil na Texaskou univerzitu v Austinu. Zde se rozhodl, že bude obchodovat s počítači, které v té době byly novinkou a nikdo je neprodával přímo, jako on to dříve dělal se známkami, proto když sehnal prvních 1000 dolarů, začal stavět a prodávat počítače svým známým z univerzity. Jeho hlavní předností byla zákaznická podpora a nižší ceny než u obchodníků. Jeho obchodování mu přinášelo zisk, proto školu předčasně ukončil a začal se plně věnovat svému podniku. Ve svém oboru rychle rostl a již roku 1984 měl obrat 6 milionů USD a roku 2000 se stal miliardářem. Jeho společnost měla pobočky ve 34 zemích a zaměstnával 35 000 lidí. Hned následující rok se stala společnost Dell Computer největším výrobcem počítačů. V roce 2004 odstoupil z funkce výkonného ředitele. Na tuto pozici se vrátil v roce 2007, potom co Dell Inc. produkoval závadné počítače a musel uhradit odškodné ve výši 300 milionů dolarů. Podobné problémy měla firma i v roce 2010, tehdy souhlasil s další 100 milionovou náhradou.
Oženil se v roce 1989 se Susan Dallas, se kterou má 4 děti. Založil se svou ženou Susan v roce 1999 Michael and Susan Dell Foundation, která přispívá organizacím provádějící sociální a zdravotnickou pomoc. Jedna z dotací, ve výši 50 milionů USD, směřovala Texaské Univerzitě v Austinu.

## Dílo
- Direct from Dell: Strategies That Revolutionized an Industry 1999. Popis jeho začátků a průběh růstu jeho firmy. Spoluautor knihy byl Catherine Fredman.